# El Carmen (Norte de Santander)
Pour les articles homonymes, voir El Carmen.
El Carmen est une municipalité située dans le département de Norte de Santander en Colombie.